# NGC 3410
NGC 3410 este o intermediate spiral galaxy⁠(d) situată în constelația Ursa Mare. A fost descoperită în 1 aprilie 1878 de către Lawrence Parsons.